# Christian Fürchtegott Gellert
Christian Fürchtegott Gellert (ur. 4 lipca 1715 w Hainichen, zm. 13 grudnia 1769 w Lipsku) – niemiecki myśliciel i poeta epoki oświecenia.

## Życiorys
Urodził się w Hainichen w Saksonii w wielodzietnej rodzinie niezamożnego pastora. Po ukończeniu słynnej szkoły Sankt Afra w Miśni, studiował teologię i filozofię na Uniwersytecie Lipskim. W czasie studiów dorabiał jako korepetytor i tłumacz z języka angielskiego i francuskiego oraz był członkiem zespołu pracującego nad niemieckim tłumaczeniem Encyklopedii Bayle’a (pod kierownictwem Gottscheda). W tym czasie poznał wielu niemieckich intelektualistów swojego pokolenia i był członkiem redakcji czasopisma „Bremer Beiträge”. Studia ukończył rozprawą o teorii i historii bajki. Od 1745 prowadził na uniwersytecie zajęcia z etyki, poetyki i retoryki, w 1751 został mianowany profesorem. Jego wykłady o moralności przyniosły mu wielkie uznanie i popularność.
Całe życie był słabego zdrowia. Zmarł otoczony powszechnym szacunkiem w wieku 54 lat i został pochowany wraz z bratem, który zmarł miesiąc później.

## Twórczość
Działalność literacką rozpoczął już podczas studiów, ale szczytowy okres jego twórczości przypada na późną młodość. Jego bajki – zainspirowane La Fontainem – należały do najbardziej poczytnych w tym czasie i doczekały się wielu tłumaczeń, w tym na język polski. Chętnie wykorzystywano je jako lekturę szkolną oraz na lekcjach retoryki. Jako pierwszy w Niemczech pisał dramaty, których bohaterowie pochodzą z mieszczaństwa. Jego powieść Das Leben der Schwedischen Gräfin von G*** miała wpływ na rozwój tego gatunku w Niemczech. Był autorem pieśni religijnych śpiewanych do dziś w Kościołach ewangelickich. Muzykę do jego pieśni nabożnych komponowali później m.in. Ludwig van Beethoven, Joseph Haydn czy Carl Philipp Emanuel Bach. Wywarł duży wpływ na poezję niemieckiego oświecenia, sentymentalizmu oraz burzy i naporu. Praca Gellerta Moralische Vorlesungen wywarła wpływ na rozwój teologii moralnej w Rosji.

## Dzieła (wybór)
- Bajki, 1746 i 1748
- Das Loos in der Lotterie, 1746
- Die zärtlichen Schwestern, 1747

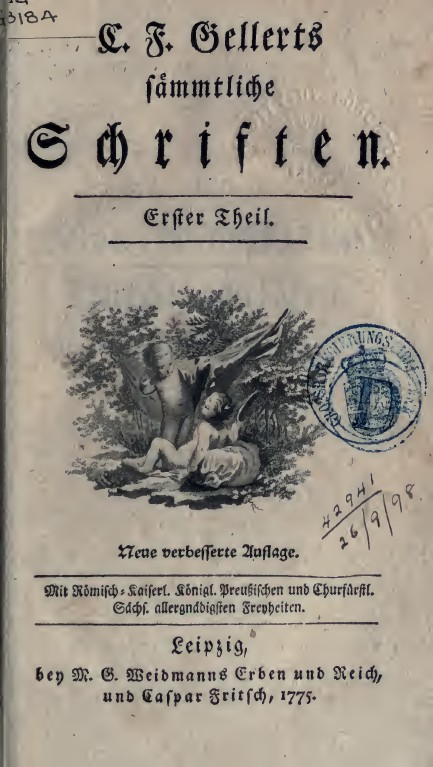
C. F. Gellerts sämmtliche Schriften. Teil 1 (1775)

- Das Leben der Schwedischen Gräfin von G***, 1747/48
- Briefe, nebst einer praktischen Abhandlung von dem guten Geschmacke in Briefen, 1751
- Geistliche Oden und Lieder, 1757